# Alexis Sablone
Alexis Sablone (* 12. August 1986) ist eine US-amerikanische Profiskateboarderin. Sablone nahm an den Olympischen Sommerspielen 2020 in Tokio teil und belegte im Street-Finale der Frauen den 4. Platz.
Sie hat seit 2009 an allen X-Games-Wettbewerben teilgenommen, und bei der Skateboard-Weltmeisterschaft sowie auf der Dew Tour geskatet. Neben ihrer Tätigkeit als Profi-Skateboarderin hat Sablone einen Master-Abschluss in Architektur des MIT.

## Frühes Leben
Alexis Sablone wurde am 12. August 1986 geboren und wuchs in Old Saybrook auf. Als sie neun Jahre alt war, brachte sich Sablone das Skaten in der Garage ihrer Mutter bei, nachdem sie auf VHS-Kassetten Videos von Skateboardern sah. Sie besuchte die Country School im nahe gelegenen Madison, wo sie andere Skateboarder traf. In einem Interview von 2011 mit ESPN erzählte sie:

“I would just skate alone every night in the garage and on my porch. In fifth grade, I changed schools and there were a few skaters there [in Madison, Conn.]. We would all bring our skateboards to school – I don't really know what we did with them, though, because we didn't skate at school! But that was the first contact I had with other skaters... The closest skate park to my parents' house was in Guilford, and that was like 40 minutes away. I tried to go there every weekend.”

„Ich habe jeden Abend allein in der Garage und auf meiner Veranda geskatet. In der fünften Klasse wechselte ich die Schule, und dort gab es ein paar Skater [in Madison, Conn.] Wir brachten alle unsere Skateboards mit in die Schule – ich weiß allerdings nicht genau, was wir damit gemacht haben, denn wir haben nicht an der Schule geskatet! Aber das war der erste Kontakt, den ich mit anderen Skatern hatte... Der nächstgelegene Skatepark zu meinem Elternhaus war in Guilford, und das war ungefähr 40 Minuten entfernt. Ich habe versucht, jedes Wochenende dorthin zu fahren.“

### Persönliches
Sablone identifiziert sich als queer. Sie wohnt momentan in Brooklyn, NYC.

## Karriere

### Frühe Skateboard-Karriere
Sablone nahm an ihrem ersten Wettbewerb teil, als sie 12 Jahre alt war, einem Skate-Jam für Mädchen in Rhode Island, wo sie den zweiten Platz belegte. Im Jahr darauf nahm sie an einem weiteren Skate-Wettbewerb in New Jersey teil, den sie gewann. Beim Skaten in einem Park in Madison lernte sie zufällig Kris Markovich kennen, der damals für Element arbeitete. Die Firma flog sie zu einem Skate-Wettbewerb nach Huntington Beach, wo sie sich den Knöchel verstauchte und beschloss, nie wieder an einem Wettbewerb teilzunehmen.
Anschließend besuchte Sablone das Woodward Camp, ein Sommercamp in Pennsylvania, das für seine Action-Sportarten, Gymnastik und Cheerleader-Programme bekannt ist. Dann begann sie, an den Wochenenden nach Boston zu fahren, um dort zu skaten. Erst 2002, mit der Veröffentlichung von PJ Ladd's Skatevideo Wonderful, Horrible, Life, erlangte die 16-jährige Sablone Anerkennung.
Nachdem sie vergeblich versucht hatte einen Vermittler zu finden, und man ihr gesagt hatte es gäbe keinen Markt für Frauen im Skateboarding, beschloss Sablone, andere Interessen zu verfolgen. Sie blieb dennoch in der Skateboard-Szene aktiv wurde während ihrer Wettkampfpause von èS skate wear gesponsert, machte aber ihre Prioritäten gegenüber der Firma sehr deutlich. Nach ihrem Abschluss an der Hopkins School im Jahr 2004 besuchte sie das Barnard College in New York City, das sie 2008 mit einem Diplom in Architektur abschloss.

### Rückkehr zum Skateboarden
Während sie 2009 als Kellnerin an der Upper East Side arbeitete, ermutigte Sablones Freundin sie, am Maloof Money Cup teilzunehmen, bei dem ein Preisgeld von 25.000 Dollar ausgeschrieben war. Sie nahm spontan teil und wurde Sechste. Im selben Jahr, mit 23 Jahren, nahm Sablone an ihren ersten X-Games teil und belegte den 2. Platz. Sablone erklärte: „2009 war die Knöchelverletzung endlich Geschichte, und ich hatte die ganze Anti-Wettbewerbs-Mentalität hinter mir gelassen.“ Seitdem hat sie an allen X-Games teilgenommen und dabei drei Goldmedaillen, zwei Silbermedaillen und zwei Bronzemedaillen gewonnen. Sablone nahm auch an der Dew Tour teil, unter anderem an den Skatepark Finals 2010 der International Skateboarding Federation (ISF), wo sie den dritten Platz belegte.
2012 konnte sie sich dank ihrer Einnahmen aus den Wettbewerben in ein Masterprogramm für Architektur an dem MIT einschreiben. Sie schloss das Programm 2016 ab und plante, ihre Abschlussarbeit „Nuclear Oasis: The Story of 10,000-year-old Trash“ in einen Graphic Novel zu verwandeln. Während ihres Studiums gewann Sablone die WSGP Skateboard-Weltmeisterschaft 2015 für Frauen in der Disziplin Street und teilte sich mit Nyjah Huston und Jimmy Wilkins das größte Preisgeld jemals im kompetitiven Skateboarding (500.000 Dollar), wovon sie 15.000 Dollar erhielt.

### Professionelle Karriere
Sablone erhielt 2017 als erste Frau des WKND Skateboards-Teams ihr erstes Signature Pro Deck und war ab diesem Zeitpunkt offiziell Profiskateboarderin. Sie erstellte auch Grafiken für das Video „Sir Palmer“, das 2018 von WKND veröffentlicht wurde, und illustrierte einige der Deckgrafiken für das Unternehmen.
2018 wurde sie eingeladen, eine skatebare Skulptur für einen öffentlichen Platz in Malmö zu entwerfen. Das Kunstwerk namens Lady In The Square beschreibt Sablone als ein Beispiel für eine „perfekte Verbindung von Skateboarding und Kunst im öffentlichen Raum.“
Im Juni 2019 brachte sie in Zusammenarbeit mit Converse ihre ersten Profi-Sneaker heraus. Vogue erklärte daraufhin die Bedeutung von Sablones Leistung in einem Artikel vom Mai 2019. Im Oktober 2019 belegte sie bei den USA Skateboarding National Championships den zweiten Platz in Women's Street. Auf internationaler Ebene belegte sie 2019 bei der World Skate SLS World Championship im September den siebten Platz und erlangte erneut dieselbe Platzierung im November beim World Skate Oi STU Open Women's Street Finale. Anfang 2020 trennte sich Sablone von WKND, und im November 2020 gab sie bekannt, dass sie von nun an für Alltimers Skateboards fährt.
Anfang Juni 2021 erschien eine weitere Kollaboration von Sablone mit Converse. Das Unternehmen nennt das neue Schuhmodell ihren „Pride-Schuh“.
Nach den Street World Championships im Juni 2021 in Rom wurde Sablone für das erste USA Skateboarding National Team bei den Olympischen Spielen in Tokio ausgewählt. Im Finale des Street-Wettbewerbs belegte Sablone nach mehreren Stürzen mit einer Wertung von 13,57 den vierten Platz.
2022 wurde Sablone zur neuen Cheftrainerin des USA Frauen-Skateboarding Teams für die Olympischen Sommerspiele 2024 sowie die Olympischen Sommerspiele 2028 erklärt.